# Kastell Lautlingen
Das Kastell Lautlingen, in der Fachliteratur auch unter dem Namen Kastell Ebingen-Lautlingen oder Kastell Albstadt-Lautlingen geführt, war ein römisches Grenzkastell, das möglicherweise zum Alblimes gehörte. Es liegt als Bodendenkmal in einem teilüberbauten Bereich von Lautlingen, einem Stadtteil von Albstadt im Zollernalbkreis, Baden-Württemberg.

## Lage

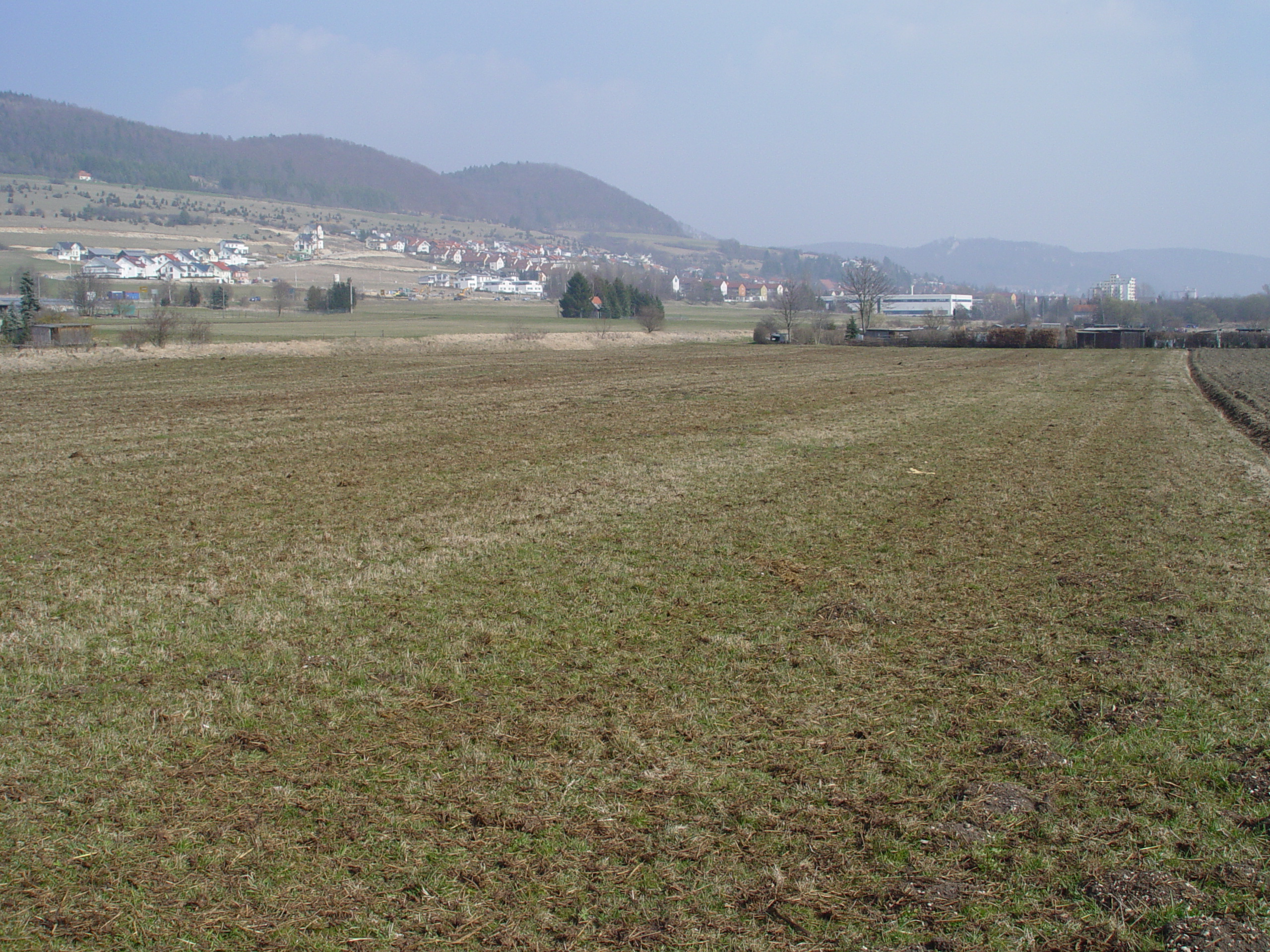
Das Kastellgelände von Westen gesehen, Standort ist der Westrand des Geländes, im Hintergrund Albstadt-Ebingen

Das Kastell liegt als oberirdisch nicht sichtbares Bodendenkmal etwa auf halbem Wege zwischen Lautlingen und Ebingen auf einer Passhöhe, die heute von der Bundesstraße 463, der Kreisstraße 7153 und einer Eisenbahnstrecke genutzt wird. Es befindet sich zum größten Teil unter den landwirtschaftlich genutzten Flächen der Flure „Steinhaus“ und „Totland“, lediglich ein Teilbereich des Kastellareals ist von einem Gärtnereibetrieb überbaut. Von der Kreisstraße wird das Lager durchschnitten, von der Bahntrasse im Süden tangiert.

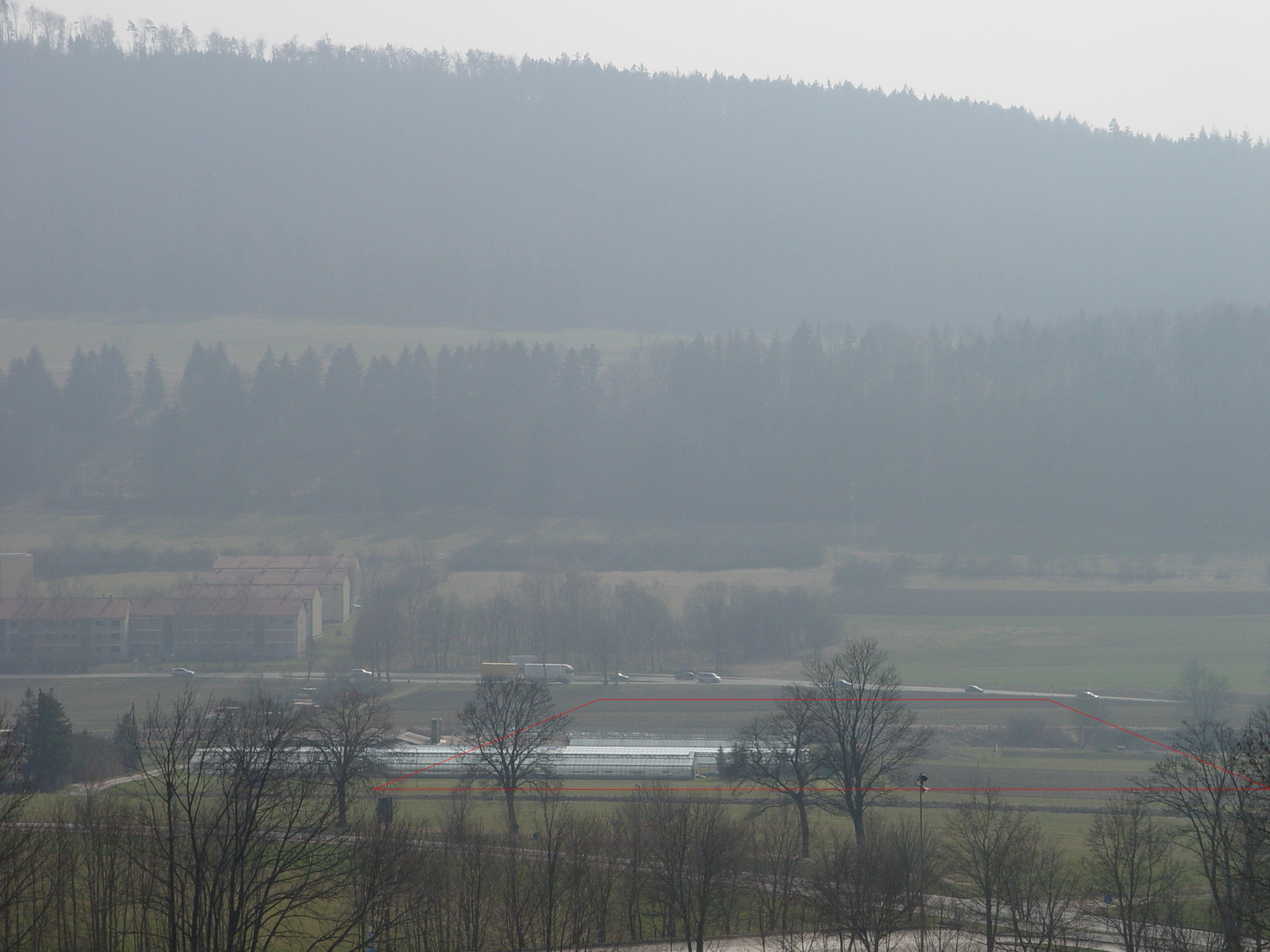
Ansicht von Norden auf den vom Kastell überwachten Albübergang (rot: Kastell)

Wie alle Kastelle der Alblinie befindet es sich auf einer Wasserscheide, der Europäischen Wasserscheide zwischen Rhein und Donau, die hier mit rund 742 m ü. NN ihren niedrigsten Punkt im weiten Umkreis erreicht und die heute gleichzeitig die Gemarkungsgrenze zwischen Lautlingen und Ebingen bildet. Die Wasserversorgung der Garnison war durch die Quellhorizonte des Riedbaches und des Ebinger Talbaches gesichert, die Südhanglage erlaubte eine Sichtkontrolle der Passstraße auf einer Länge von insgesamt fünf Kilometern.
Das Kastell Lautlingen war möglicherweise Bestandteil des Alblimes, einer römischen Grenzlinie des späten 1. Jahrhunderts n. Chr., die sich über eine Länge von knapp 135 Kilometern von Arae Flaviae (Rottweil) im Südwesten bis Aquileia (Heidenheim an der Brenz) im Nordosten auf der Schwäbischen Alb erstreckte. An vielen Stellen in der Literatur wird jedoch die Ansicht vertreten, dass das Kastell eventuell nur in Verbindung mit der römischen Straße von Sulz zur vermuteten Donaufurt bei Laiz zu sehen sei und keineswegs zur Kette der anderen Albkastelle gehöre. Vor dem Hintergrund relativ unklarer Befunde können Funktion und Bedeutung des Lautlinger Militärlagers zum gegenwärtigen Stand der Forschung nicht mit abschließender Sicherheit interpretiert werden.
Die Fortifikation befand sich vermutlich auf dem Gebiet der römischen Provinz Germania superior. Das ein wenig weiter östlich gelegene Kastell Burladingen, mit dem Lautlingen durch eine Straße verbunden war, gehörte bereits der Provinz Raetia an. Der genaue Verlauf der Grenze zwischen Obergermanien und Rätien im 1. Jahrhundert n. Chr. ist jedoch heute nicht mehr präzise nachvollziehbar.

## Forschungsgeschichte
Bereits 1840, 1874 und dann verstärkt ab 1895 traten in der Umgebung des Kastells römische Hinterlassenschaften zu Tage. 1913 wurde nur wenige Meter nördlich des Lagers ein römisches Steingebäude angeschnitten. Dies und der Umstand, dass die Topographie dieser Gegend frappierende Ähnlichkeit mit der des Kastells Burladingen aufweist, bewegte Gerhard Bersu dazu, hier 1924 und 1925 in zwei Grabungskampagnen eine gezielte Kastellsuche vorzunehmen. Dabei gelang es ihm, mit insgesamt 37 Sondierungsschnitten die Umwehrung des Lagers sowie die Lage des West- und des Osttores zu bestimmen. Ein weiterer Suchschnitt im Kastellzentrum blieb ohne Befund.
1972 wurden bei der Erschließung des Gewerbegebiets „Kientenstraße“ am Ortsrand von Ebingen römische Siedlungsreste entdeckt, die möglicherweise mit einem weiteren, auf diesem Gebiet vermuteten Kastell oder einer Zivilsiedlung in Zusammenhang stehen. Systematische archäologische Grabungen blieben jedoch aus, es wurde lediglich eine baubegleitende Notgrabung durchgeführt.

## Kastell
Die Kastellgrabungen von Gerhard Bersu (vom 29. Oktober bis zum 7. November 1924 und vom 10. bis zum 22. September 1925) sind die bislang einzigen systematischen Untersuchungen des Militärlagers. Hierbei wurde ein leicht trapezförmiges Lager festgestellt, das mit seinen Abmessungen von 248/254 m × 264/273 m eine Fläche von rund 6,7 Hektar bedeckt. Das Kastell war von einem einzigen umlaufenden Spitzgraben umgeben, der eine durchschnittliche Breite von 2,5 m und eine erhaltene Resttiefe von 1,75 m aufweist. An der im Gelände tiefsten Stelle des Grabens, der Südostecke des Lagers, war der Graben zweimal erneuert worden.
An der westlichen und östlichen Seite des Lagers setzte der Grabenverlauf für einige Meter aus, hier führten Erdbrücken ins Lagerinnere. Über die Umwehrung können beim gegenwärtigen Stand der Forschungen keine gesicherten Aussagen getroffen werden. Die wenigen festgestellten Pfostensetzungen könnten sowohl auf hölzerne Wachtürme als auch auf eine Holz-Erde-Mauer hinweisen. Ein von Bersu im Zentrum des Kastells angelegter Sondierungsschnitt von 20 m Länge förderte weder Bauspuren noch Funde oder Kulturschichten zu Tage.
Gesichert ist, dass kein Umbau zu einem Steinkastell erfolgt ist. Dies und das spärliche Fundaufkommen sprechen für eine nur vorübergehende Nutzung des Kastells. Vermutlich wurde es in spätvespasianischer Zeit oder unter Titus oder in frühdomitianischer Zeit, um das Jahr 80 n. Chr., errichtet und schon nach kurzer Zeit, spätestens zu Beginn der Regierungszeit des Domitian wieder verlassen.
Die Größe des Kastells übertrifft mit 6,7 ha alle anderen Auxiliarlager dieser Zeitstellung im südwestdeutschen Raum und fällt deutlich aus dem Schema der gängigen Kastellgrößen, mit dem sich die Lager normalerweise bestimmten Auxiliareinheiten zuordnen lassen. Wieder lassen die schwachen Befunde und spärlichen Funde Raum für Spekulationen. Denkbar ist die Belegung mit einer Ala milliaria oder mit zwei Kohorten, genauso wie die Belegung mit einer größeren Legionsvexillation oder einer kombinierten Einheit aus Legionsvexillation und Auxiliartruppen. Der Fund des Bronzelots einer Groma spricht zwar möglicherweise aufgrund des eingeritzten, nicht römischen Namens CANDIDI ELI (‚Eigentum des Candidus Elus‘) für die Anwesenheit von Auxiliartruppen, aber wirklich gesichert ist dieser Zusammenhang nicht.

## Siedlungsspuren im unmittelbaren Kastellbereich
In nur rund 20 bis 25 m Entfernung nördlich des Kastells befand sich eine Gruppe von Steingebäuden, von der sich auch der Flurname „Steinhaus“ herleitet. Ob hier eine Benefiziarierstation oder eine Villa rustica angesiedelt war, ist beim gegenwärtigen Kenntnisstand noch ungeklärt, zumal völlig offen ist, ob es sich bei dem Befund, der sich mit Unterbrechungen über gut 125 m in nördliche Richtung hangaufwärts erstreckt, um einen zusammenhängenden Baukomplex oder verschiedene einzelne Bauwerke unterschiedlicher Bestimmung handelt. Definitiv ausgeschlossen wird die Existenz eines größeren, zusammenhängenden Vicus. Schon vor dem Hintergrund der nur kurzen Nutzungszeit des Kastells scheint ein solches Lagerdorf mehr als unwahrscheinlich.

## Siedlungsspuren auf dem Gebiet von Ebingen
Auf dem Gebiet des Albstädter Stadtteils Ebingen sind einige römische Fundstellen bekannt. Diese stehen jedoch in keinem Zusammenhang mit dem Lautlinger Kastell, sondern weisen auf eine eigenständige Siedlung hin, die, wie gelegentlich in der Literatur gemutmaßt wird, möglicherweise zu einem in diesem Bereich befindlichen, bisher unentdeckten zweiten Kastell gehört.
Die Fundstellen – so zahlreich sie auch sein mögen – sind weiträumig über das Stadtgebiet verteilt und nicht alle sonderlich aussagekräftig, so dass sich bis heute kein endgültiges Bild von Zeitstellung und Struktur der Siedlung abzeichnet. Nennenswert sind die Fundplätze am „Kientenweg“ mit einem hohen Fundaufkommen an datierbarer Keramik – insbesondere an reliefverzierter und flacher Sigillata sowie hochwertiger Terra Nigra – die in die Zeit zwischen 80 und 125 n. Chr. verweist.
Ebenfalls aus der Zeit um oder kurz nach der Jahrhundertwende stammt eine dem Trajan (98–117) gewidmete Ehreninschrift auf einer Sandsteinplatte, die mit weiterem datierbarem Material im Keller des Hauses einer aus insgesamt fünf Häusern bestehenden Gebäudegruppe im Bereich „Bitzergasse“ gefunden wurde.
Nicht zuletzt wurde bereits um die Wende vom 19. zum 20. Jahrhundert in einem Bereich an der östlichen Talseite der Schmiecha, unterhalb des „Schlossfelsens“, bei Bahnbauarbeiten ein Töpferofen freigelegt. In unmittelbarer Nähe dieser Produktionsstätte sind der Schmiechaübergang der römischen Fernstraße nach Laiz sowie die Abzweigung zum Kastell Burladingen zu vermuten.

## Denkmalschutz, Befundsicherung und Fundverbleib
Das Kastell Lautlingen ist ein Bodendenkmal und als eingetragenes Kulturdenkmal im Sinne des Denkmalschutzgesetzes des Landes Baden-Württemberg (DSchG) geschützt. Nachforschungen und gezieltes Sammeln von Funden sind genehmigungspflichtig, Zufallsfunde an die Denkmalbehörden zu melden. Die ehemalige Garnison befindet sich unter zum größten Teil landwirtschaftlich genutztem und nicht überbautem Gelände zwischen Lautlingen und Ebingen. Lediglich in einem kleinen Bereich siedelte sich ein Gärtnereibetrieb an. Die näher beim Albstädter Stadtteil Ebingen angesiedelten Befunde sind weitgehend bebaut. Das Fundmaterial befindet sich in den Beständen des Landesmuseums Württemberg im Alten Schloss in Stuttgart, des Limesmuseums Aalen und in der archäologischen Sammlung des Ebinger Museums, des so genannten Ebinger „Kräuterkastens“.